# 90713 Чайнантор
90713 Чайнантор (90713 Chajnantor) — астероїд головного поясу, відкритий 11 листопада 1990 року.
Тіссеранів параметр щодо Юпітера — 3,572.